# Норт-Чарлстон (Південна Кароліна)
Норт-Чарлстон (англ. North Charleston) — місто (англ. city) в США, в округах Берклі, Чарлстон і Дорчестер штату Південна Кароліна. Населення — 114 852 особи (2020).

## Географія
Норт-Чарлстон розташований за координатами 32°55′2″ пн. ш. 80°3′55″ зх. д. / 32.91722° пн. ш. 80.06528° зх. д. (32.917342, -80.065150).  За даними Бюро перепису населення США в 2010 році місто мало площу 198,52 км², з яких 189,55 км² — суходіл та 8,97 км² — водойми.

### Клімат
| Клімат : Норт-Чарлстон                     | Клімат : Норт-Чарлстон | Клімат : Норт-Чарлстон | Клімат : Норт-Чарлстон | Клімат : Норт-Чарлстон | Клімат : Норт-Чарлстон | Клімат : Норт-Чарлстон | Клімат : Норт-Чарлстон | Клімат : Норт-Чарлстон | Клімат : Норт-Чарлстон | Клімат : Норт-Чарлстон | Клімат : Норт-Чарлстон | Клімат : Норт-Чарлстон | Клімат : Норт-Чарлстон |
| Показник                                   | Січ.                   | Лют.                   | Бер.                   | Квіт.                  | Трав.                  | Черв.                  | Лип.                   | Серп.                  | Вер.                   | Жовт.                  | Лист.                  | Груд.                  | Рік                    |
| Середній максимум, °C                      | 13,9                   | 15,4                   | 18,8                   | 22,7                   | 26,4                   | 29,4                   | 31,4                   | 30,6                   | 28,3                   | 23,9                   | 19,8                   | 15,6                   | 23,1                   |
| Середній мінімум, °C                       | 5,8                    | 7,2                    | 10,8                   | 14,7                   | 19,7                   | 23,2                   | 25,0                   | 24,5                   | 22,3                   | 16,6                   | 11,9                   | 7,5                    | 15,8                   |
| Середня кількість сонячних годин на місяць | 179,8                  | 189,3                  | 244,9                  | 276,0                  | 294,5                  | 279,0                  | 288,3                  | 257,3                  | 219,0                  | 223,2                  | 189,0                  | 170,5                  | 2810,8                 |
| Норма опадів, мм                           | 92                     | 67                     | 97                     | 62                     | 70                     | 126                    | 140                    | 166                    | 156                    | 77                     | 55                     | 71                     | 1178                   |
| Днів з опадами                             | 10,1                   | 8,0                    | 8,5                    | 7,0                    | 7,6                    | 10,6                   | 11,4                   | 11,9                   | 9,7                    | 6,1                    | 7,0                    | 9,0                    | 106,9                  |
| ------------------------------------------ | ---------------------- | ---------------------- | ---------------------- | ---------------------- | ---------------------- | ---------------------- | ---------------------- | ---------------------- | ---------------------- | ---------------------- | ---------------------- | ---------------------- | ---------------------- |
| Джерело: NOAA, HKO                         |                        |                        |                        |                        |                        |                        |                        |                        |                        |                        |                        |                        |                        |

## Демографія
Згідно з переписом 2010 року, у місті мешкала 97 471 особа в 36 915 домогосподарствах у складі 22 989 родин. Густота населення становила 491 особа/км².  Було 42219 помешкань (213/км²).
Расовий склад населення:
| - 47,2 % — чорних або афроамериканців - 41,6 % — білих - 1,9 % — азіатів - 0,5 % — корінних американців - 0,2 % — вихідців з тихоокеанських островів - 6,2 % — осіб інших рас |

До двох чи більше рас належало 2,5 %. Частка іспаномовних становила 10,9 % від усіх жителів.
За віковим діапазоном населення розподілялося таким чином: 25,5 % — особи молодші 18 років, 66,1 % — особи у віці 18—64 років, 8,4 % — особи у віці 65 років та старші. Медіана віку мешканця становила 30,6 року. На 100 осіб жіночої статі у місті припадало 98,4 чоловіків;  на 100 жінок у віці від 18 років та старших — 96,3 чоловіків також старших 18 років.
Середній дохід на одне домашнє господарство  становив 52 274 долари США (медіана — 39 543), а середній дохід на одну сім'ю — 58 990 доларів (медіана — 46 801). Медіана доходів становила 35 941 долар для чоловіків та 30 708 доларів для жінок. За межею бідності перебувало 22,7 % осіб, у тому числі 35,1 % дітей у віці до 18 років та 12,9 % осіб у віці 65 років та старших.
Цивільне працевлаштоване населення становило 47 314 осіб. Основні галузі зайнятості: освіта, охорона здоров'я та соціальна допомога — 19,0 %, мистецтво, розваги та відпочинок — 13,8 %, науковці, спеціалісти, менеджери — 13,0 %.